# Akkem
L'Akkem (in russo Аккем?) è un fiume nella parte asiatica della Russia, nella Siberia meridionale. Affluente di destra del Katun', scorre nell'Ust'-Koksinskij rajon della Repubblica dell'Altaj.

## Geografia

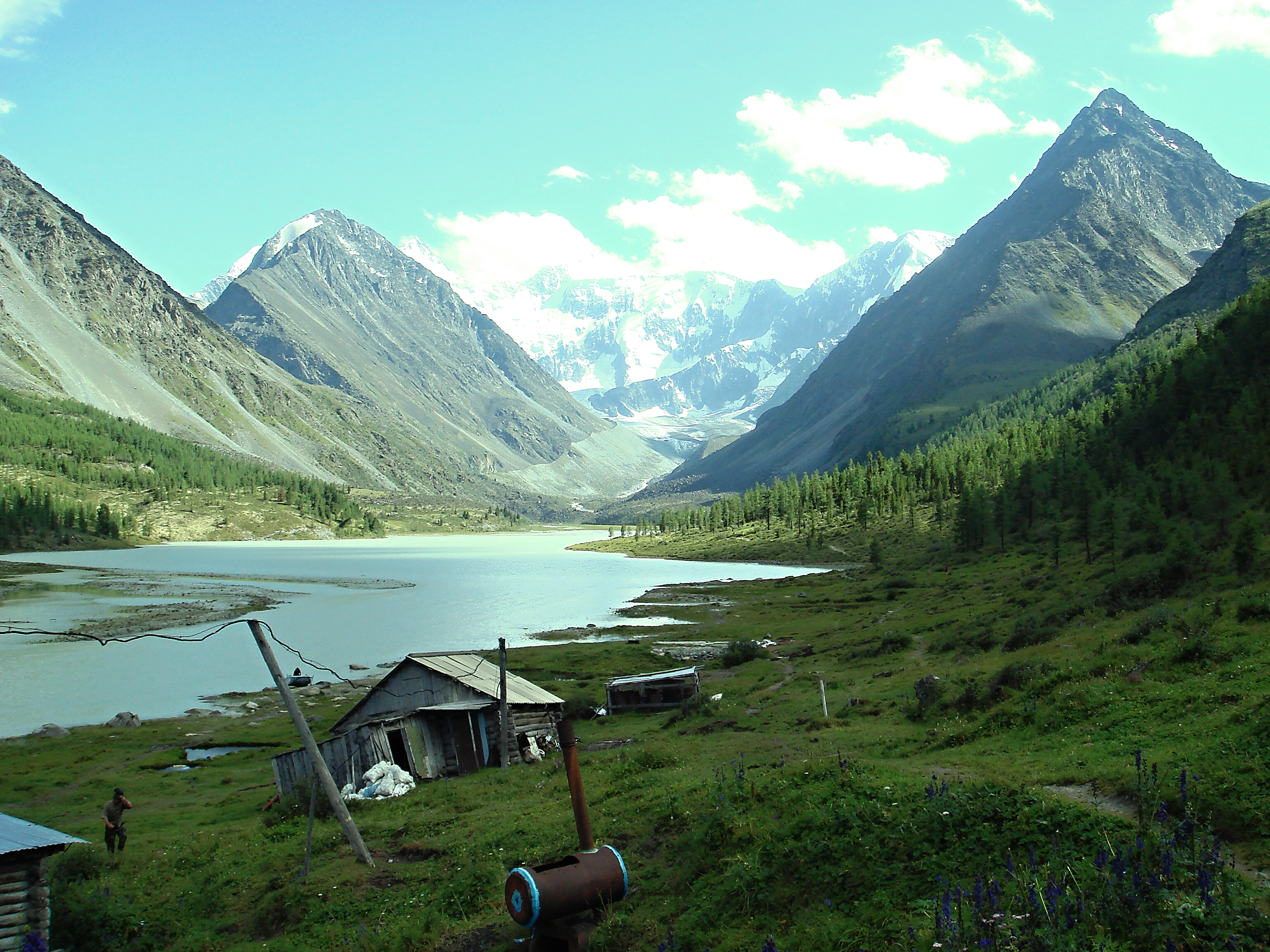
Il lago Akkem, sullo sfondo il Belucha.

Il fiume ha origine dal ghiacciaio Akkem (Аккемский ледник), sul versante settentrionale del massiccio del Belucha. Nella parte superiore, si apre la strada tra grandi massi, quindi scende giù per un ripido canale roccioso sino a una piana dove, all'altezza di 2 039 m, forma l'omonimo lago (Аккемское озеро).
Dopo aver ricevuto da destra le acque del fiume Tekelju (река Текелю) la valle dell'Akkem si  restringe, per riaprirsi dopo l'immissione dell'Araskan (река Араскан), 15 km prima di confluire nel Katun'.